# Historia ecclesiastica gentis Anglorum
Historia ecclesiastica gentis Anglorum (en español Historia eclesiástica de la nación inglesa) es una obra en latín de Beda el Venerable sobre la historia de la iglesia católica en Gran Bretaña, y de Gran Bretaña en general.
Esta obra es considerada una de las referencias originales más importantes sobre la historia anglosajona. Se considera que fue completada en el año 731, cuando Beda tenía aproximadamente 60 años.
Las características de la Iglesia que Beda quiso poner de manifiesto son: a) la catolicidad como fidelidad a la tradición y al mismo tiempo apertura a los cambios históricos, y como búsqueda de la unidad en la multiplicidad, en la diversidad de la historia y de las culturas, según las directivas que el Papa Gregorio Magno había dado al apóstol de Inglaterra, Agustín de Canterbury; b) la apostolicidad y la romanidad: en este sentido considera de primordial importancia convencer a todas las iglesias irlandesas celtas y de los pictos (una de las cuatro etnias que poblaban Escocia, de origen celta) a celebrar unitariamente la Pascua según el calendario romano. El Computo que él elaboró científicamente para establecer la fecha exacta de la celebración pascual, y por tanto de todo el ciclo del año litúrgico, se ha convertido en el texto de referencia para toda la Iglesia católica.
Se encuentra dividido en cinco libros con un total de unas 400 páginas. La Historia cubre la historia de Inglaterra, eclesiástica y política, de la época de Julio César a la fecha de su conclusión (731). Los primeros veintiún capítulos, tratan el período antes de la misión de Augustine, son compilados de escritores anteriores tales como Orosio, Gildas, Próspero de Aquitania, las cartas del Papa Gregorio I, y otros, con la inserción de leyendas y tradiciones.
El primer libro inicia con una descripción geográfica de Gran Bretaña, y con un resumen de la historia antigua de la isla y la iglesia, desde el desembarco de Julio César en la misma, hasta la muerte de Gregorio Magno, quien había mandado misionarios romanos a la isla (55 a.c - 603).
El segundo libro inicia con un homenaje a la memoria de Gregorio Magno, y realiza una narración de los primeros sucesos políticos eclesiásticos de Gran Bretaña, como el fracaso en unir a las iglesias cristianas irlandesas, y concluye con la muerte de Edwin, rey de Reino de Northumbria, durante cuyo reinado se introdujo el cristianismo en Northumbria (603-633).
El tercer libro habla sobre la historia de la misión religiosa en Escocia y termina con el nombramiento de Wighard como arzobispo de Canterbury. (633-665)
El libro cuarto habla sobre los esfuerzos de Teodoro de Tarso para organizar la iglesia, y termina con la muerte de Cuthbert de Lindisfarne.
El quinto libro habla sobre la historia de las misiones religiosas de los frisones en Gran Bretaña, y termina con una descripción general de la situación política de la iglesia de Gran Bretaña en 731.
Después de 596, se utilizan fuentes documentales, que Beda se esforzó en obtener a través de toda Inglaterra y en Roma, así como testimonios orales, los cuales empleó con su característica consideración crítica.
La Historia posee cierta subjetividad, debido a que Beda era de Northumbria le era difícil tener acceso a fuentes que relatasen sucesos en regiones más distantes de Gran Bretaña; a pesar de los esfuerzos de Beda por utilizar fuentes bibliográficas, en sus numerosas notas al pie de página, indica el origen de sus fuentes e incluso señala la fuente de su fuente, pues como el mismo indica: «Yo no permitiría que mis hijos pudiesen leer una mentira».